# 布拉德·皮里
布拉德·皮里（英語：Brad Pirie，1955年10月21日—），加拿大男子冰球运动员，场上位置是后卫。他曾代表加拿大国家队参加1980年冬季奥林匹克运动会冰球比赛，获得第6名。